# 熱那亞港

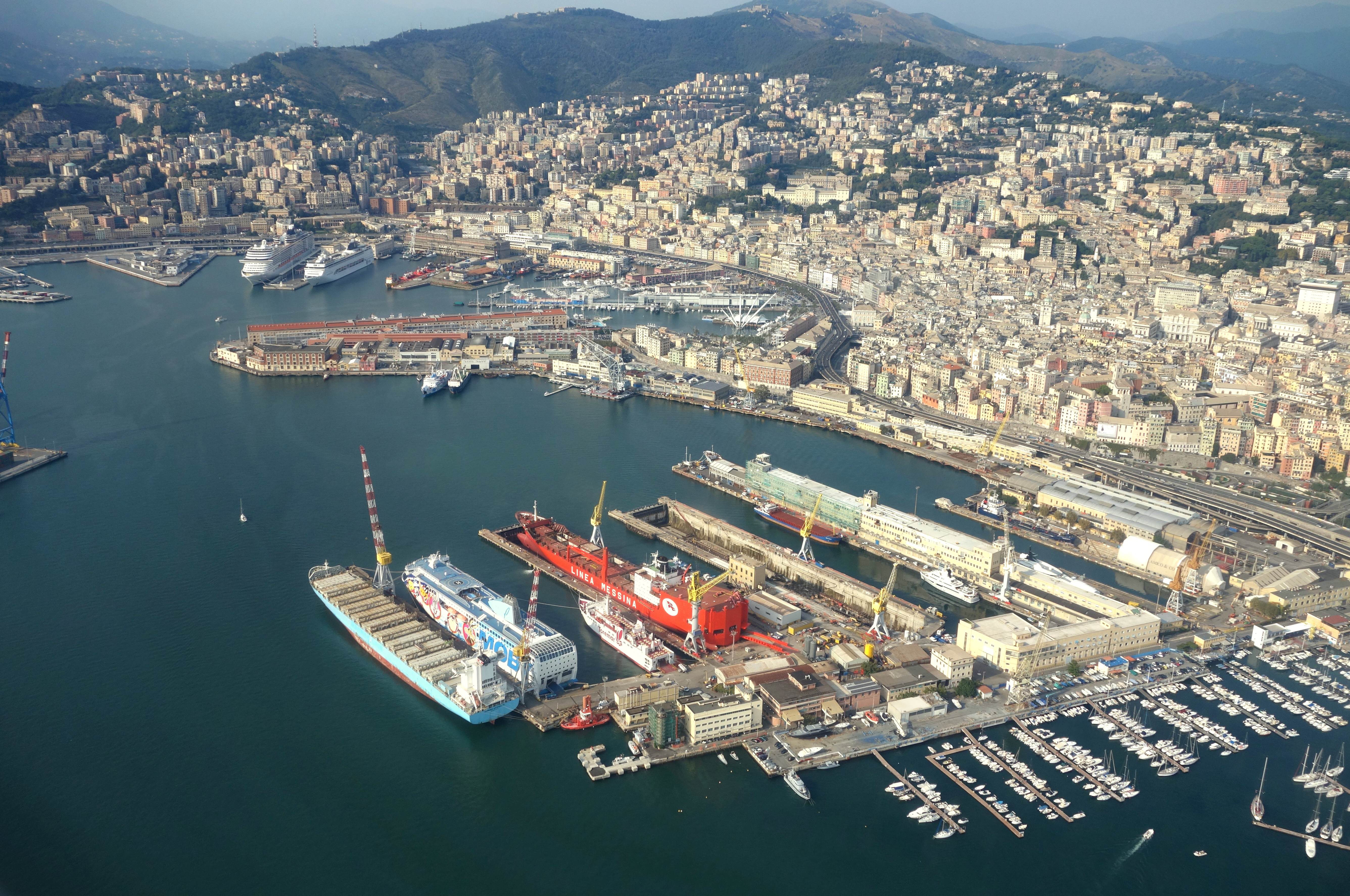
熱那亞港

熱那亞港（義大利語：Porto di Genova）是義大利地中海沿岸的主要港口之一。熱那亞港是義大利最繁忙的港口之一，按照20呎標準貨櫃處理量計算的話，熱那亞港是義大利第二繁忙的港口。2012年，熱那亞港處理了210萬個標準貨櫃。同時熱那亞港也是一座重要的客運港。

## 外部連結
- 熱那亞港湾局官方網頁 （页面存档备份，存于） （意大利文）